# Водоспад Сілбренч
'Водоспад Сілбренч (англ. Sill Branch Falls) — водоспад у гірській системі Аппалачі штату Теннесі США.

## Опис
Водоспад Сілбренч — це неперевершена місцевість оточена скелями.